# Samson Rothschild
Samson Rothschild (geboren 11. Januar 1848 in Külsheim; gestorben 10. Juni 1939 in London) war ein deutscher jüdischer Lehrer und Historiker.

## Leben
Im Jahr 1872 wurde Samson Rothschild jüdischer Religionslehrer in Worms. 1874 wurde er als erster jüdischer Lehrer im Großherzogtum Hessen an einer städtischen Volksschule angestellt, der Stadtschule Worms. Ferner war er Sekretär und Archivar der jüdischen Gemeinde Worms. 1928 wurde er pensioniert.
Seine zahlreichen Veröffentlichungen zur Geschichte des jüdischen Worms besitzen gleichsam Quellencharakter, da zahlreiche Originalquellen zwischen 1933 und 1945 verloren gegangen sind.
Samson Rothschild musste 1939 nach England auswandern. Er liegt auf dem East Ham Jewish Cemetery in London begraben.

## Veröffentlichungen (Auswahl)
- Aus Vergangenheit und Gegenwart der Israelitischen Gemeinde Worms. 2. Auflage Wirth, Mainz 1901; 3. Auflage Kauffmann, Frankfurt 1905 ; 4. Auflage 1909 (Digitalisat); 5. Auflage 1913 (Digitalisat); 6. Auflage 1926; 7. Auflage 1929.
- Beamte der Wormser jüdischen Gemeinde (Mitte des 18. Jahrhunderts bis zur Gegenwart). Kauffmann, Frankfurt 1920 (Digitalisat).
- Die Synagoge in Worms mit ihren Altertümern. Worms 1914.
- Die Abgaben und die Schuldenlast der Wormser jüdischen Gemeinde 1563–1854. Worms 1924 (Digitalisat).
- Emanzipations-Bestrebungen der jüdischen Großgemeinden des Großherzogstums Hessen im vorigen Jahrhundert. Auf Grund von Protokollen und Akten des Archivs der jüdischen Gemeinde Worms. Worms 1921 (Digitalisat).
- Raschi (Rabbi Sch'lomo ben Isak) geb. 1040 zu Troyes, gest. 13. Juli 1105 zu Troyes. Ein Lebensbild. Worms 1924 (Digitalisat).